# Hypolepis tenerifrons
Hypolepis tenerifrons là một loài dương xỉ trong họ Dennstaedtiaceae. Loài này được Christ mô tả khoa học đầu tiên năm 1908.
Danh pháp khoa học của loài này chưa được làm sáng tỏ. 